# 24643 MacCready
24643 MacCready este un asteroid care intersectează orbita planetei Marte.

## Descriere
24643 MacCready este un asteroid care intersectează orbita planetei Marte. Asteroidul prezintă o orbită caracterizată de o semiaxă mare de 2,32 ua, o excentricitate de 0,30 și o înclinație de 23,3° în raport cu ecliptica.